# Mika Domingues
Michael Simões Domingues, bekannt als Mika Domingues oder einfach nur Mika (* 8. März 1991 in Yverdon-les-Bains, Schweiz), ist ein portugiesischer Fußballtorwart. Er spielt für Académica de Coimbra.

## Karriere

### Jugend
Mika begann seine fußballerische Laufbahn im Jugendbereich von Sporting Pombal im Alter von elf Jahren. Nach drei Jahren wechselte er 2006 zu União Leiria. Sein Profidebüt gab er am 26. Februar 2010 im Spiel gegen Vitória Guimarães; nachdem sein Torhüterkollege Hélder Godinho eine Rote Karte erhalten hatte, wurde der Stürmer Carlão für Mika ausgewechselt. In der restlichen Saison wurde Mika hauptsächlich als Ersatztorhüter eingesetzt. In drei weiteren Ligaspielen, unter anderem gegen die großen Clubs Benfica Lissabon und Sporting Lissabon, kam er zum Einsatz.
Am 7. Juli 2011 unterschrieb Mika für eine Ablösesumme von 500.000 Euro einen Vertrag bei Benfica Lissabon bis 2016. União Leiria war mit 20 % an einem Weiterverkauf beteiligt. Nach Stationen bei Atlético CP und Boavista Porto steht er seit Anfang September 2016 beim AFC Sunderland unter Vertrag.

### Nationalmannschaft
Mika wurde in das Team der Portugiesischen U-20 Fußballnationalmannschaft für die U-20-Fußball-Weltmeisterschaft 2011 in Kolumbien aufgenommen. Dort verhalf er dem Nationalteam bis in das Finale ohne Gegentreffer. Mika wurde schließlich im Finale vom Brasilianer Oscar zum ersten Mal im Turnier bezwungen. Das Spiel verlor Portugal mit 2:3. Die FIFA zeichnete den Mika mit dem Goldenen Handschuh als besten Torhüter des Turniers aus.
Sein Debüt für die Portugal U-21 Mannschaft gab er am 6. Oktober 2011 in der U-21-EM-Qualifikation gegen Polen.

## Erfolge/Titel

### Verein
- Benfica Lissabon
  - Taça da Liga: 2012

### Nationalmannschaft
- Vize-U-20-Weltmeister: 2011

### Sonstige Erfolge
- Goldener Handschuh der U-20-Fußball-Weltmeisterschaft: 2011
- U-20-Fußball-Weltmeisterschaft Rekord – 585 Minuten ohne Gegentreffer (6 Spiele ohne Gegentor): 2011[8]